# Aïn Feka
Aïn Feka (em árabe: عين فكة) é uma pequena cidade e comuna localizada na província de Djelfa, Argélia. De acordo com o censo de 2008, a população total da cidade era de 23 404 habitantes.